# 1150

## Родени
- Игор Святославич – Новгород-северски и черниговски княз

## Починали
- Ана Комнина – дъщеря на Византийския император Алексий I Комнин